# Herbert Thorndike (zanger)
Herbert Thorndike (Liverpool, 7 april 1851 – Falmouth, 18 februari 1940)  was een Brits zanger. Zijn stemvoering was bariton.
Hij was kreeg zijn opleiding aan de Universiteit van Cambridge. Al tijdens zijn studie won hij op 5 juli 1873 een prijs in de categorie bariton tijdens de National Music Meetings in Crystal Palace. Hij studeerde verder bij Francesco Lamperti in Milaan. Eenmaal terug in Engeland studeerde hij verder bij Harry Collings Deacon en Alberto Randegger. Diverse concerten volgden. In januari 1880 verzocht dirigent Charles Hallé van het Hallé Orchestra te komen zingen in La damnation de Faust van Hector Berlioz. In 1884 was hij betrokken bij de eerste uitvoering van The Rose of Sharon van Alexander Mackenzie. In juli 1886 zong hij in Frivoli van Florimond Herve.
Charles Villiers Stanford droeg zijn The world is great aan hem op. Voor hem en Louise Phillips werd door Agathe Backer-Grøndahl een aparte versie gemaakt van Til mit hjertes dronning uit haar opus 1 onder de titel To the Queen of my heart.